# 5673 McAllister
5673 McAllister este o planetă minoră (asteroid), cu un diametru de 5,278 km, din centura de asteroizi. A fost descoperită pe 6 septembrie 1986 la observatorul Lowell⁠(d) de Edward L. G. Bowell. 
Obiectul prezintă o orbită caracterizată de o semiaxă mare de 2,3437978 UAi, o excentricitate de 0,06, o înclinație de 1,60118 ° în raport cu ecliptica.